# Горносаксонски имперски окръг
Горносаксонският имперски окръг (на немски: Obersächsischer Reichskreis) е един от десетте имперски окръзи на Свещената Римска империя, образувани през началото на 16 век. Обхваща териториите в Средна – и Североизточна Германия.

## Образуване
През 1512 г. Саксонският имперски окръг, образуван през 1500 г. от немския крал и по-късен император Максимилиан I (1459 – 1519), се разделя на Долносаксонски имперски окръг и „Горносаксонски имперски окръг“. По организаторски причини разделянето става едва през 1522 г. Съществува до края на Свещената Римска империя през 1806 г.